# Paris Saint-Germain FC
A Paris Saint-Germain Football Club (rövidítve: Paris SG vagy PSG) francia labdarúgócsapatot  1970-ben alapítottak a francia fővárosban, Párizsban. A PSG nemcsak Párizs, de Franciaország egyik legmeghatározóbb, legismertebb focicsapata is. A klub stadionja a Parc des Princes, amely 48 583  néző befogadására alkalmas. 1974-es feljutása óta folyamatosan a francia első osztály (Ligue 1) tagja. Alapító tagja volt a G-14 nevű konglomerátumnak, melyet az Európai Klubszövetség váltott fel.

## Sikerei

### Nemzeti
- Ligue 1:
  -  Bajnok (13):1985–86, 1993–94, 2012–13, 2013–14, 2014–15, 2015–16, 2017–18, 2018–19, 2019–20,[2] 2021-22, 2022-23, 2023-24, 2024-25
  -  Ezüstérmes (9): 1988–89, 1992–93, 1995–96, 1996–97, 1999–2000, 2003–04, 2011–12, 2016–17, 2020–21
  -  Bronzérmes (3): 1982–83, 1991–92, 1994–95

- Ligue 2:
  -  Bajnok (1):1970–71

- Coupe de France:
  -  Győztes (16):1982, 1983, 1993, 1995, 1998, 2004, 2006, 2010, 2015, 2016, 2017, 2018, 2020, 2021, 2024, 2025
  -  Döntős (5): 1985, 2003, 2008, 2011, 2019

- Coupe de la Ligue:
  -  Győztes (9) :1995, 1998, 2008, 2014, 2015, 2016, 2017, 2018, 2020
  -  Döntős (1): 2000

- Trophée des champions:
  -  Győztes (13): 1995, 1998, 2013, 2014, 2015, 2016, 2017, 2018, 2019, 2020, 2022, 2023, 2024
  -  Döntős (5): 1986, 2004, 2006, 2010, 2021

- Championnat DH Paris-győztes:
  -  Győztes (1): 1957

### Nemzetközi
- Bajnokok ligája:
  -  Győztes (1): 2024−25
  -  Döntős (1) : 2020
- Kupagyőztesek Európa-kupája:
  -  Győztes (1):  1996
  -  Döntős (1): 1997
- UEFA-szuperkupa:
  -  Győztes (1): 2025
  -  Döntős (1): 1996
- Intertotó-kupa
  -  Győztes (1): 2001

## Történelem
A klubot 1970. augusztus 12-én alapították párizsi futballszeretők. Partnerük volt a kezdeti időkben a Saint-Germain-en-Laye, amely 1970-ben jutott fel a francia második ligába. Az első szezon(ok)ban (1971–1972) a klubot belső feszültségek jellemezték a profi, és az amatőr játékosok közt. Ezek a konfliktusok szakadáshoz vezettek, végül 1972. májusában így alakult meg a Paris FC. A Saint-Germain megtartotta a PSG nevet, ezen a néven lett profi klub 1973-ban. Az első trófea az 1982-ben elhódított Francia kupa volt. A döntőben a AS Saint-Étiennet győzték le, majd a következő szezonban megismételték a bravúrt, ezúttal az FC Nantes csapatát legyőzve. Az első bajnoki címet az 1985–1986-os szezonban szerezte a klub, abban a csapatban olyan játékosok játszottak, mint Joël Bats, Safet Sušić és Luis Fernández.
1991-ben a francia tévétársaság, a Canal + lett a klub főtámogatója. Nagy beruházások kezdődtek, a portugál Artur Jorge lett az edző. Olyan játékosok kerültek a klubhoz, mint a brazil Raí, Valdo Filho, a libériai George Weah, vagy David Ginola. 1996-ban a klub egykori játékosa, Luis Fernández edzősége mellett megnyerték a KEK-et, a döntőben az SK Rapid Wient győzték le 1–0-ra. A következő évek kevésbé voltak sikeresek, bár ekkor is játszottak olyan neves játékosok a klubban, mint Mauricio Pochettino, vagy a későbbi aranylabdás Ronaldinho.

### 2007–2011
Ez az időszak a klubtörténelem kevésbé sikeres korszaka, mindössze két kupagyőzelem és egy ligakupa siker jött össze a csapatnak. A 2006–2007-es szezonban csak a 15. helyen végeztek a bajnokságban, közel kerülve így a kieséshez. Az időszak kiemelkedő párizsi edzője Paul Le Guen, játékosa pedig a portugál Pauleta, aki a klub történetének második legeredményesebb játékosa.

### Katari befektetők
2011 júniusában a klubot megvette a katari Nasser Al-Khelaifi, aki a klub elnöke lett. A 2011–2012-es szezon kezdete óta jelentős összegekért vettek játékosokat. Az első ilyen igazolás az argentin Javier Pastore volt, majd érkezett 2013 januárjában a Chelsea FC brazil válogatott hátvédje Alex, az FC Barcelona egykori játékosa Maxwell, és az FC Internazionale olasz válogatott játékosa, Thiago Motta. A következő szezonban tovább erősödött a klub, érkezett Thiago Silva és Zlatan Ibrahimović az AC Milantól, valamint Ezequiel Lavezzi a SSC Napoli játékosa. Lucas Moura leigazolása a São Paulo FC-től a legdrágább brazil transzfer volt a labdarúgás történetében. 2013 elején a szezon végéig kölcsönben játszott itt David Beckham is. 2017-ben világrekordot jelentő 222 millió euróért megszerezték a brazil Neymart az FC Barcelona-tól, majd Kylian Mbappét az AS Monaco csapatától 180 millió euróért.
2025. május 31-én játszotta a klub a történelme második UEFA-bajnokok ligája döntőjét, és az elsővel ellentétben diadalmaskodott. A döntő végeredménye 5-0 lett az olasz Internazionale ellen.

## Klublegendák
A Paris Saint‑Germain történetének kiemelkedő alakjai, akik hozzájárultak a klub sikereihez és hírnevéhez:
- Jean-Marc Pilorget – 1975–1989, 435 pályára lépés
- Musztafa Dáleb – 1974–1984, 310 pályára lépés, 98 gól
- Safet Sušić – 1982–1991, 287 pályára lépés, 85 gól
- George Weah – 1992–1995
- Bernard Lama – 1992–1997, 1998–2000, 318 pályára lépés, legtöbb kapott gól nélküli mérkőzés
- Raí – 1993–1998
- Pauleta – 2003–2008
- Sylvain Armand – 2004–2013
- Zlatan Ibrahimović – 2012–2016
- Thiago Silva – 2012–2020
- Marco Verratti – 2012–2023
- Edinson Cavani – 2013–2020
- Marquinhos – 2013–
- Neymar – 2017–2023
- Kylian Mbappé – 2017–2024

## Ultrák
- Authentiks Paris, 2002: www.authentiks.fr
- Boulogne Boys, 1985: www.boulogne-boys.org
- Lutece Falco, 1991: lutece.falco.free.fr
- Supras Auteuil: www.supras91.net

## Jelenlegi keret
Utolsó módosítás: 2025. július 25.
A vastaggal jelzett játékosok felnőtt válogatottsággal rendelkeznek.
A dőlttel jelzett játékosok kölcsönben szerepelnek a klubnál.
| Mezszám                | Név                  | Nemzetiség                 | Születési hely             | Születési idő (kor)            | Korábbi csapat           | Érték(€)   | Szerződés lejárta |
| Kapusok                | Kapusok              | Kapusok                    | Kapusok                    | Kapusok                        | Kapusok                  | Kapusok    | Kapusok           |
| ---------------------- | -------------------- | -------------------------- | -------------------------- | ------------------------------ | ------------------------ | ---------- | ----------------- |
| 1                      | Gianluigi Donnarumma | olasz                      | Castellammare di Stabia    | 1999\|2\|25}                   | AC Milan                 | 40 000 000 | 2026.06.30.       |
| 39                     | Matvej Szafonov      | orosz                      | Krasznodar                 | 1999. február 25. (26 éves)    | Krasznodar               | 20 000 000 | 2029.06.30.       |
| 80                     | Arnau Tenas          | SPA                        | Vic                        | 2001. május 30. (24 éves)      | FC Barcelona             | 3 000 000  | 2026.06.30.       |
|                        | Renato Marin         | orosz · BRA                | São Paulo                  | 2006. július 10. (19 éves)     | AS Roma                  | 500 000    | 2030.06.30        |
| Védők                  |                      |                            |                            |                                |                          |            |                   |
| 2                      | Achraf Hakimi        | Marokkó · SPA              | Madrid                     | 1998. november 2. (26 éves)    | FC Internazionale Milano | 80 000 000 | 2029.06.30.       |
| 3                      | Presnel Kimpembe     | francia · COD              | Beaumont-sur-Oise          | 1995. augusztus 13. (30 éves)  | Utánpótlásból került fel | 5 000 000  | 2026.06.30.       |
| 4                      | Lucas Beraldo        | brazil                     | Piracicaba                 | 2003. november 24. (21 éves)   | São Paulo FC             | 25 000 000 | 2028.06.30.       |
| 5                      | Marquinhos           | BRA · POR                  | São Paulo                  | 1994. május 14. (31 éves)      | AS Roma                  | 35 000 000 | 2028.06.30.       |
| 21                     | Lucas Hernández      | francia · SPA              | Marseille                  | 1996. február 14. (29 éves)    | FC Bayern München        | 25 000 000 | 2028.06.30.       |
| 25                     | Nuno Mendes          | POR                        | Sintra                     | 2002. június 19. (23 éves)     | Sporting CP              | 70 000 000 | 2029.06.30.       |
| 26                     | Nordi Mukiele        | francia · COD              | Montreuil                  | 1997. november 1. (27 éves)    | RB Leipzig               | 10 000 000 | 2027.06.30.       |
| 37                     | Milan Škriniar       | szlovák                    | Garamszentkereszt          | 1995. február 11. (30 éves)    | FC Internazionale Milano | 15 000 000 | 2028.06.30.       |
| 43                     | Noham Kamara         | Francia · Mauritánia       | Meaux                      | 2007. január 22. (18 éves)     | US Torcy                 | 500 000    | 2026.12.31.       |
| 51                     | Willian Pacho        | ECU                        | Quinindé                   | 2001. október 16. (23 éves)    | Eintracht Frankfurt      | 40 000 000 | 2029.06.30.       |
| Középpályások          |                      |                            |                            |                                |                          |            |                   |
| 8                      | Fabián Ruiz          | SPA                        | Los Palacios y Villafranca | 1996. április 3. (29 éves)     | SSC Napoli               | 40 000 000 | 2027.06.30.       |
| 17                     | Vitinha              | POR                        | Santo Tirso                | 2000. február 13. (25 éves)    | FC Porto                 | 80 000 000 | 2029.06.30.       |
| 18                     | Renato Sanches       | POR · STP                  | Lisszabon                  | 1997. augusztus 18. (27 éves)  | LOSC Lille               | 3 000 000  | 2027.06.30.       |
| 19                     | I Kanging            | Dél-Korea                  | Incshon                    | 2001. február 19. (24 éves)    | RCD Mallorca             | 25 000 000 | 2028.06.30.       |
| 24                     | Senny Mayulu         | francia · COD              | Le Blanc-Mesnil            | 2006. május 17. (19 éves)      | Utánpótlásból került fel | 15 000 000 | 2027.06.30.       |
| 28                     | Carlos Soler         | SPA                        | Valencia                   | 1997. január 2. (28 éves)      | Valencia CF              | 18 000 000 | 2027.06.30.       |
| 33                     | Warren Zaïre-Emery   | francia · Martinique       | Montreuil                  | 2006. március 8. (19 éves)     | Utánpótlásból került fel | 55 000 000 | 2029.06.30.       |
| 87                     | João Neves           | POR                        | Tavira                     | 2004. szeptember 27. (20 éves) | SL Benfica               | 80 000 000 | 2029.06.30.       |
| Támadók                |                      |                            |                            |                                |                          |            |                   |
| 7                      | Hvicsa Kvarachelia   | GEO                        | Tbiliszi                   | 2001. február 12. (24 éves)    | SSC Napoli               | 90 000 000 | 2029.06.30.       |
| 9                      | Gonçalo Ramos        | POR                        | Olhão                      | 2001. június 20. (24 éves)     | SL Benfica               | 40 000 000 | 2028.06.30.       |
| 10                     | Ousmane Dembélé      | francia                    | Vernoy                     | 1997. május 15. (28 éves)      | FC Barcelona             | 90 000 000 | 2028.06.30.       |
| 11                     | Marco Asensio        | SPA · holland              | Palma de Mallorca          | 1996. január 21. (29 éves)     | Real Madrid CF           | 20 000 000 | 2026.06.30.       |
| 14                     | Désiré Doué          | francia · CIV              | Angers                     | 2005. június 3. (20 éves)      | Rennes                   | 40 000 000 | 2029.06.30.       |
| 23                     | Randal Kolo Muani    | francia · COD              | Bondy                      | 1998. december 5. (26 éves)    | Eintracht Frankfurt      | 30 000 000 | 2028.06.30.       |
| 29                     | Bradley Barcola      | francia · Togo             | Villeurbanne               | 2002. szeptember 2. (22 éves)  | Olympique Lyonnais       | 70 000 000 | 2028.06.30.       |
| 49                     | Ibrahim Mbaye        | francia · SEN              | Trappes                    | 2008. január 24. (17 éves)     | Utánpótlásból került fel | 2 000 000  | 2026.06.30.       |
|                        | Iljesz Húszni        | MAR · francia              | Créteil                    | 2005. május 14. (20 éves)      | Le Havre AC              | 2 500 000  | 2025.06.30.       |
| Kölcsönadott játékosok |                      |                            |                            |                                |                          |            |                   |
| Név                    | Poszt                | Nemzetiség                 | Születési hely             | Születési idő (kor)            | Kölcsönben itt           | Érték (€)  | Kölcsön lejárta   |
| Naúfel el-Hanás        | kapus                | MAR · francia              | Poissy                     | 2006. december 7. (18 éves)    | Montpellier Hérault SC   | ?          | 2027.06.30.       |
| Yoram Zague            | kapus                | francia · Elefántcsontpart | Béthune                    | 2006. május 15. (19 éves)      | FC København             | 2 500 000  | 2026.06.30.       |
| ''Gabriel Moscardo''   | középpályás          | brazil                     | Taubaté                    | 2005. szeptember 28. (19 éves) | SC Braga                 | 8 000 000  | 2026.06.30.       |

## Edzők
- Pierre Phelipon (1970–1972)
- Robert Vicot (1972–1973)
- Just Fontaine (1973–1976)
- Velibor Vasović (1976–1977)
- Ilija Pantelić (1977)
- Jean-Michel Larqué (1977–1978)
- Pierre Alonzo (1978)
- Velibor Vasovic (1978–1979)
- Georges Peyroche (1979–1983)
- Lucien Leduc (1983–1984)
- Georges Peyroche 1984–1985()
- Christian Coste (1985)
- Gérard Houllier (1985–1987)
- Erick Mombaerts (1987–1988)
- Gérard Houllier (1988)
- Tomislav Ivić (1988–1990)
- Henri Michel (1990–1991)
- Artur Jorge (1991–1994)
- Luis Fernández (1994–1996)
- Ricardo Gomes (1996–1998)
- Alain Giresse (1998)
- Artur Jorge (1998–1999)
- Philippe Bergeroo (1999–2000)
- Luis Fernández (2000–2003)
- Vahid Halilhodžić (2003–2005)
- Laurent Fournier (2005)
- Guy Lacombe (2005–2007)
- Paul Le Guen (2007–2009)
- Antoine Kombouaré (2009–2011)
- Carlo Ancelotti (2011–2013)
- Laurent Blanc (2013–2016)
- Unai Emery (2016–2018)
- Thomas Tuchel (2018–2020)
- Mauricio Pochettino (2021–2022)
- Christophe Galtier (2022–2023)
- Luis Enrique (2023–)